# Piyarat Lajungreed
Piyarat Lajungreed (tiếng Thái: ปิยะราษฎร์ ลาจังหรีด, sinh ngày 18 tháng 9 năm 1991), còn được biết với tên đơn giản Sun (tiếng Thái: ซัน) là một cầu thủ bóng đá người Thái Lan thi đấu ở vị trí hậu vệ trái cho câu lạc bộ Giải bóng đá Ngoại hạng Thái Lan Sukhothai.

## Danh hiệu

### Câu lạc bộ
Buriram
- Thai Division 1 League (1): 2011

Buriram United
- Cúp Hiệp hội Bóng đá Thái Lan (1): 2012
- Cúp Liên đoàn Bóng đá Thái Lan (1): 2012